# Surf's Up (película)
Surf's Up (conocida como Reyes de las olas en Hispanoamérica y Locos por el Surf en España) es una película animada documental finlandesa-estadounidense realizada por computadora producida por Sony Pictures Animation y distribuida por Columbia Pictures. Fue dirigida por Ash Brannon (codirector de Toy Story 2) y Chris Buck (director de Tarzán).
Es una mega película sobre el surf como "Verano sin fin" y "Jinetes gigantes". La versión original de la película cuenta con las voces de Shia LaBeouf, Jeff Bridges, Zooey Deschanel, Jon Heder, Mario Cantone, James Woods, Rebecca Honig, Diedrich Bader, Rob Machado, Kelly Slater y Sal Masekela.

## Argumento
La historia se centra en el adolescente pingüino de penacho amarillo Cody Maverick, un surfista, cuando entra a su primera competencia profesional.
Seguido por un equipo de grabación para documentar sus experiencias, Cody se despide de su familia y de su hogar en Frío de Janeiro (nombre paródico de Río de Janeiro), en la Antártida con el fin de viajar a la isla Pen Gu para la Competencia Internacional de Surf en memoria de Gran Z. En el camino, Cody conoce a un surfista, Pepe el Pollo, a los periodistas Rob Machado y Kelly Slater, el cazatalentos Mike Abromowitz y la hermosa salvavidas Lani Aliikai, quien ella reconoce la pasión de Cody por surfear, aunque en ocasiones no está bien guiado.
Cody cree que ganar le dará la admiración y el respeto que tanto desea, pero cuando inesperadamente se pone mano a mano con un anciano sabio pingüino, chamán de la Isla Pen Gu, llamado Geek lo entrena a surfear y enseñarle lo que es Importante sobre la vida como es el pasado, el presente y el futuro, Cody empieza a encontrar su propio camino como los ganadores y descubre que un verdadero ganador no es siempre el que llega en primer lugar.

## Información técnica
- Sonido: DTS, Dolby Digital, SDDS (8 Canales)
- Relación de aspecto: 1.85:1

### Índice de audiencia
La película fue clasificada PG por la MPAA por contener humor crudo

## Banda sonora
| #  | Música                                 | Artista                        |
| -- | -------------------------------------- | ------------------------------ |
| 1  | "Holiday"                              | Green Day                      |
| 2  | "Drive"                                | Incubus (banda)                |
| 3  | "Stand Tall"                           | Dirty Heads                    |
| 4  | "Lose Myself"                          | Lauryn Hill                    |
| 5  | "Welcome to Paradise"                  | Green Day                      |
| 6  | "Forrowest"                            | Forro In the Dark              |
| 7  | "Pocket Full Of Stars"                 | Nine Black Alps                |
| 8  | "Into Yesterday"                       | Sugar Ray                      |
| 9  | "Big Wave"                             | Pearl Jam                      |
| 10 | "Wipe Out"                             | Big Nose                       |
| 11 | "Run Home (Instrumental)"              | Priestess                      |
| 12 | "What I Like About You"                | The Romantics                  |
| 13 | "You Get What You Give"                | New Radicals                   |
| 14 | "Hawaiian War Chant (Ta-Hu-Wa-Hu-Wai)" | Bob Wills & His Texas Playboys |
| 15 | "The Beach Monkeys"                    | David Diaz                     |
| 16 | "legends"                              | Mychael Danna                  |

Dos canciones fueros proporcionados por Green Day "Welcome to Paradise" y "Holiday" , las cuales fueron utilizadas como música de fondo para la película. Sin embargo , ambas canciones no aparecieron en la banda sonora original (Debido a una censura aplicada). Las canciones anteriores fueron utilizados para promocionar el segundo tráiler de la película. En el primer tráiler la canción "Get on top" fue proporcionada por la banda Red Hot Chili Peppers la cual es escuchada como música de fondo del primer tráiler.

## Reparto
- Shia LaBeouf ... Cody Maverick
- Jeff Bridges ... Gran Z
- Zooey Deschanel ... Lani Aliikai
- Jon Heder ... Pepe el Pollo
- James Woods ... Reggie Belafonte
- Diedrich Bader ... Tanque "La Triturdora" Evans
- Mario Cantone ... Mike Abromowitz
- Kelly Slater ... Kelly Slater
- Rob Machado ... Rob Machado
- Sal Masekela ... Enrique Burak (Comentarista SPEN)
- Ash Brannon ... Camarógrafo #1
- Chris Buck ... Camarógrafo #2
- Brian Posehn ... Glen Maverick
- Dana Belben ... Edna Maverick
- Reed Buck ... Arnold
- Reese Elowe ... Kate
- Jack P. Ranjo ... Smudge
- Matthew W. Taylor ... Ivan el Erizó del Mar/ el Amigo de Glen

## Doblajes

### España
- Ian Lleonart: Cody Maverick
- Manolo Lama: Enrique
- Jose Luis Gil: Reggie
- Rafael Calvo: Big Z
- Paula Ribó: Lani
- Alexis Valdes: Chicken Joe
- Alfonso Valles: Tanque
- Pablo Gómez: Mike Abromowitz
- Carmen Machi: Edna Maverick
- Gonzalo Abril: Glen

### Hispanoamérica
- Imanol Landeta: Cody Maverick
- Enrique Burak: Enrique
- Sebastián Llapur: Reggie
- Humberto Solórzano: Gran Z
- Gaby Ugarte: Lani Aliikai
- Ernesto Lezama: Pepe el Pollo
- Juan Carlos Tinoco: Tanque
- Javier Olguín: Mike
- Karina Altamirano: Edna Maverick
- Raúl Anaya: Glén
  - Otras voces: Enzo Fortuny, Víctor Ugarte, Manuel Díaz, otros
  - Director Artístico: Rubén Moya

Doblado en Grabaciones y Doblajes Internacionales S.A. de C.V.